# غایة الحکیم

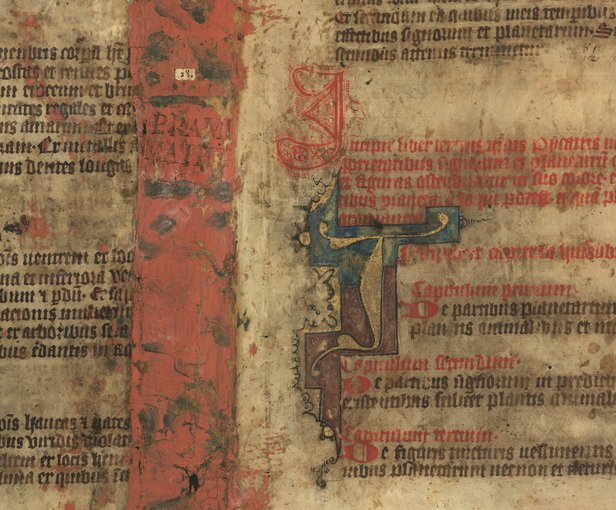
صفحاتی از نسخهٔ خطی غایة الحکیم (پیکاتریکس)، مرتبط با قرن چهاردهم

غایة الحکیم یا پیکاتریکس (انگلیسی: Picatrix) یک کتاب سحر معروف است که در قرن ۱۱ میلادی به زبان عربی نوشته شده‌است. نسخه اصلی آن که توسط جابر بن الحیان حکیم ایرانی نوشته شده است، غایت الحکیم فی السحر نام دارد. لغوی آن به معنی هدف انسان حکیم است. نسخه عربی کتاب در قرن ۱۳ میلادی به اسپانیایی و از آن به لاتین ترجمه شد. کتاب دارای مطالب زیادی در مورد سحر و اخترشناسی است.

## محتوا
کتاب به چهار کتاب تقسیم شده‌است. بر اساس مقدمه کتاب نویسنده بیش از ۲۰۰ کتاب را برای نوشتن آن مطالعه کرده‌است. نویسنده از مطالب جابر ابن حیان در مسائل ستاره‌شناسی استفاده کرده‌است.
تاریخدان عرب ابن خلدون نوشتن کتاب را به ریاضیدان المجریتی (بنگرید به: حکیم مجریطی)نسبت داده‌است؛ ولیکن در هیچ‌یک از زندگینامه‌های المجریتی نوشتن این کتاب نیامده است. ریشه نام لاتین آن کاملاً مشخص نیست ولیکن ممکن است تلفظ لاتین بقراط باشد. بعضی محققین عقیده دارند که این کتاب سرمنشاء روش آزمایشی برای فهمیدن مسائل علمی شد زیرا هریک از سحرهای کتاب به صورت آزمایش بیان می‌شوند.